# Lewis Macleod
Lewis McLeod (Wishaw, 16 giugno 1994) è un ex calciatore scozzese, di ruolo centrocampista.

## Carriera

### Club
Ha giocato nei Rangers e nel Brentford.

### Nazionale
Ha rappresentato diverse nazionali minori scozzesi, compresa l'Under-21, con la quale ha realizzato una marcatura durante le qualificazioni agli europei di categoria.

## Palmarès

### Club

#### Competizioni nazionali
- Scottish League One: 1

Rangers: 2013-2014
- Scottish Third Division: 1

Rangers: 2012-2013